# دفع نفاث

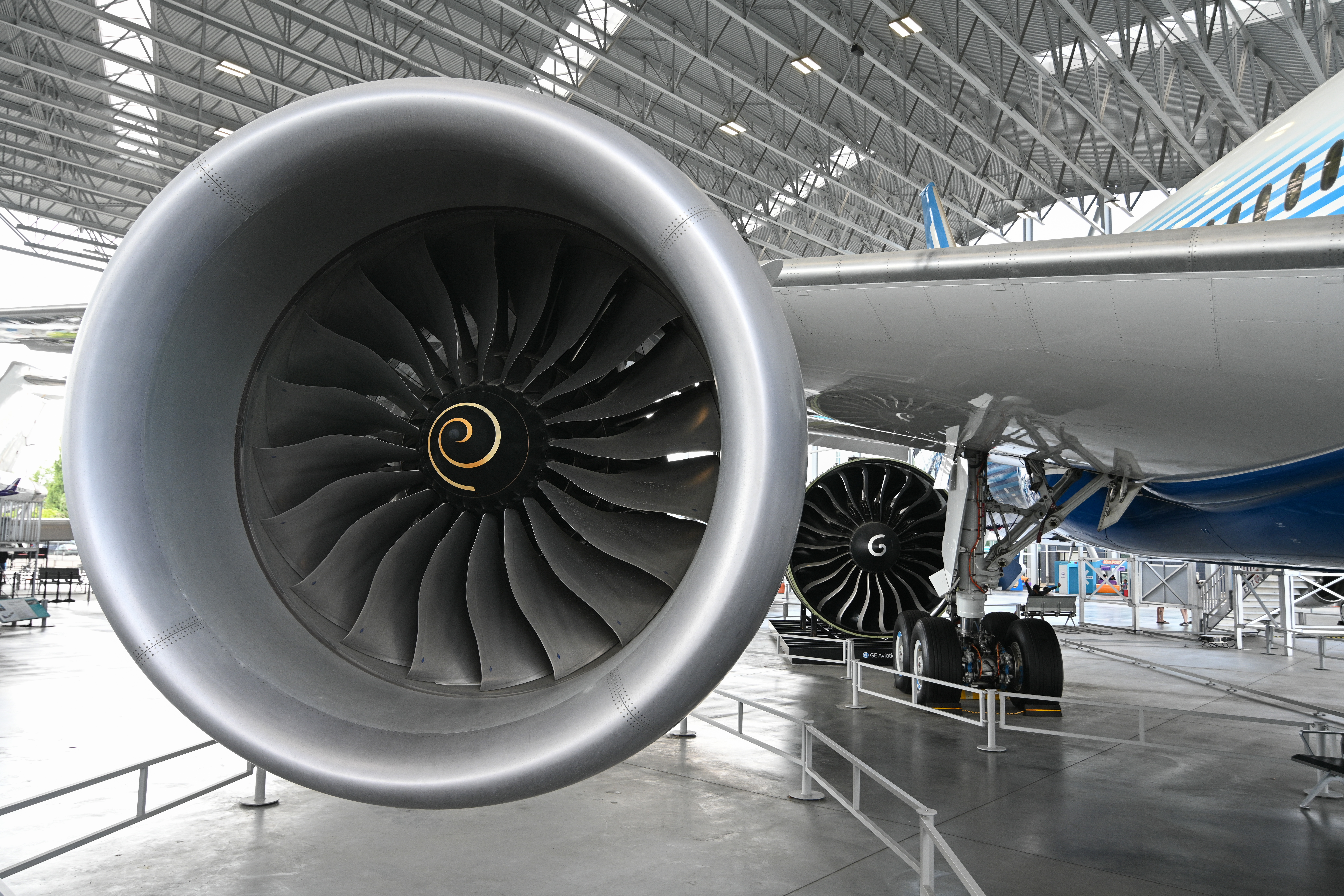
المحرك النفاث لطائرة بوينغ 787 دريملاينر.

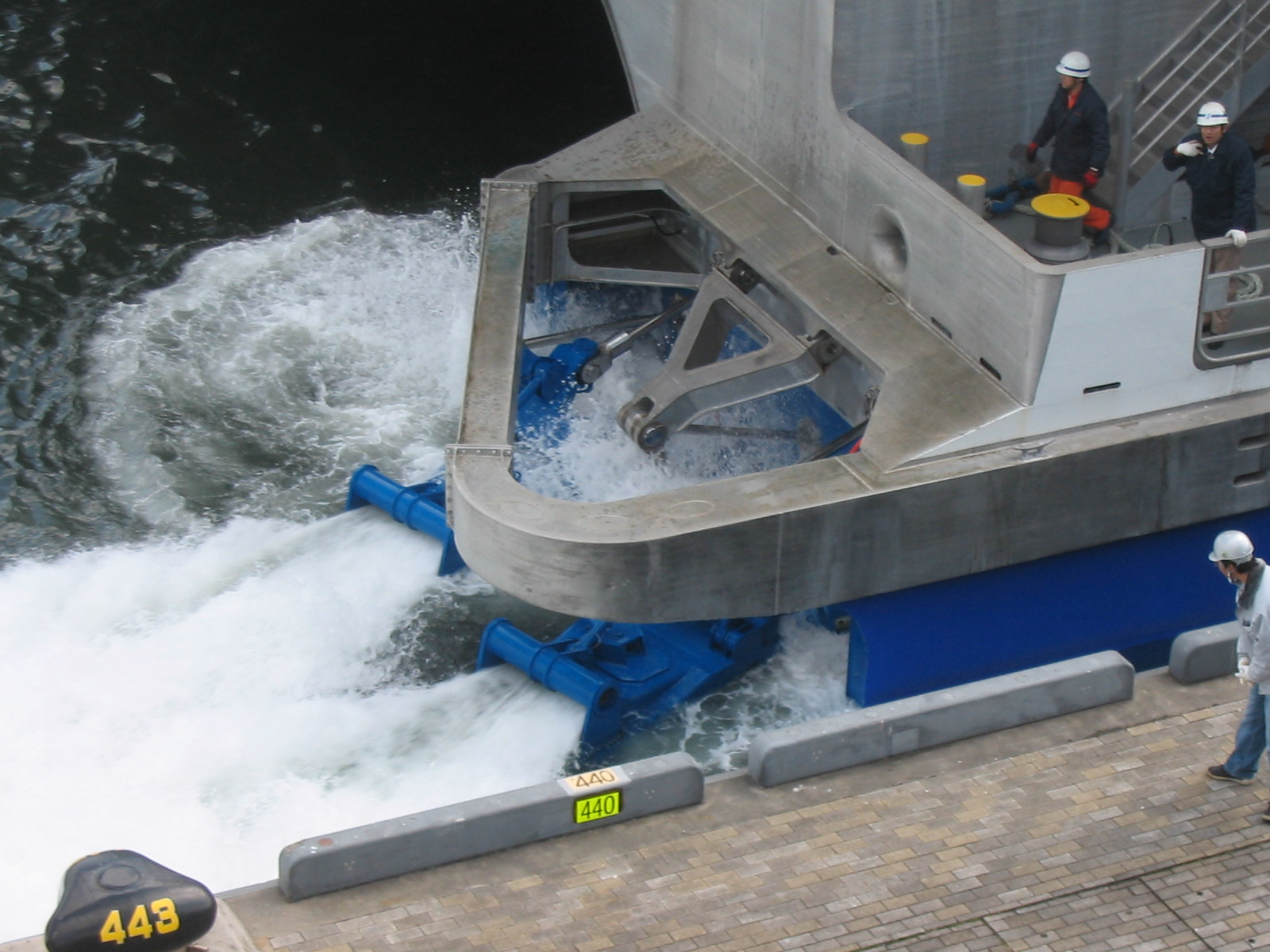
مضخة نفاثة على متن عبارة.

الدفع النفاث (Jet propulsion) هو دفع جسم في اتجاه واحد، ينتج عن طريق إخراج نفاثة من المائع في الاتجاه المعاكس. بموجب قانون نيوتن الثالث، يتم دفع الجسم المتحرك في الاتجاه المعاكس للطائرة. تشمل محركات التفاعل التي تعمل على مبدأ الدفع النفاث المحرك النفاث المستخدم في دفع الطائرات، والمضخة النفاثة المستخدمة في الدفع البحري، ومحرك الصاروخ ودفع البلازما المستخدم في دفع المركبات الفضائية.

## الفيزياء
يتم إنتاج الدفع النفاث بواسطة بعض محركات التفاعل أو الحيوانات عندما يتم إنشاء الدفع بواسطة نفاث سريع الحركة من المائع وفقًا لقوانين نيوتن للحركة. يكون أكثر فاعلية عندما يكون رقم رينولدز مرتفعًا - أي أن الجسم الذي يتم دفعه كبير نسبيًا ويمر عبر وسط منخفض اللزوجة.
في الحيوانات، تكون النفاثات الأكثر كفاءة هي النبضات، وليست مستمرة، على الأقل عندما يكون رقم رينولدز أكبر من 6.

### دافع محدد
الدافع المحدد (عادةً ما يتم اختصاره I sp) هو مقياس لمدى فعالية استخدام الصاروخ للوقود أو استخدام المحرك النفاث لطاقة دافع. بحكم التعريف، هو الدافع الكلي (أو التغير في الزخم) الذي يتم تسليمه لكل وحدة من الوقود الدافع المستهلك وهو مكافئ من حيث الأبعاد للدفع المتولد مقسومًا على معدل تدفق كتلة الوقود أو معدل تدفق الوزن. إذا تم استخدام الكتلة (كيلوغرام، أو كتلة رطل، أو سبيكة) كوحدة للوقود، فإن الدافع المحدد له وحدات سرعة. إذا تم استخدام الوزن (نيوتن أو قوة الباوند) بدلاً من ذلك، فإن الدافع المحدد له وحدات زمنية (ثوانٍ). يؤدي مضاعفة معدل التدفق في الجاذبية القياسية (g0) إلى تحويل دفعة معينة من الأساس الكتلي إلى أساس الوزن.
يستخدم نظام الدفع ذو الدافع الأعلى المحدد كتلة الدافع بشكل أكثر فاعلية في خلق قوة دفع أمامية، وفي حالة الصاروخ، يكون دافعًا أقل مطلوبًا لدلتا- v معينة، وفقًا لمعادلة صاروخ تسيولكوفسكي. في الصواريخ، هذا يعني أن المحرك أكثر فاعلية في اكتساب الارتفاع والمسافة والسرعة. هذه الفعالية أقل أهمية في المحركات النفاثة التي تستخدم الأجنحة وتستخدم الهواء الخارجي للاحتراق وتحمل حمولات أثقل بكثير من الوقود الدافع.
يشمل الدافع المحدد المساهمة في الدفع الذي يوفره الهواء الخارجي الذي تم استخدامه للاحتراق ويتم استنفاده بالوقود الدافع المستهلك. تستخدم المحركات النفاثة الهواء الخارجي، وبالتالي يكون لها دافع محدد أعلى بكثير من المحركات الصاروخية. النبضة النوعية من حيث كتلة الوقود المستهلك لها وحدات المسافة في كل مرة، وهي سرعة اصطناعية تسمى «سرعة العادم الفعالة». هذا أعلى من سرعة العادم الفعلية لأن كتلة هواء الاحتراق لا يتم حسابها. سرعة العادم الفعلية والفعالة هي نفسها في محركات الصواريخ التي لا تستخدم الهواء.
الدافع المحدد يتناسب عكسياً مع استهلاك الوقود المحدد (SFC) بالعلاقة I sp = 1 / (go·SFC) لـ SFC بالكيلو غرام / (N·s) و I sp = 3600 / SFC لـ SFC في lb / (lbf · ساعة).

### دفع
من تعريف الدفع النبضي المحدد في وحدات SI هو:
{\displaystyle F={\dot {m}}V_{e}}
حيث Ve هي سرعة العادم الفعالة و {\displaystyle {\dot {m}}} هو معدل تدفق الوقود.

## أنواع محركات التفاعل
تنتج محركات التفاعل قوة دفع بطرد كتلة تفاعل صلبة أو مائعة؛ الدفع النفاث ينطبق فقط على المحركات التي تستخدم كتلة تفاعل السوائل.

### محرك نفاث
المحرك النفاث هو محرك رد فعل يستخدم الهواء المحيط كمائع عامل ويحوله إلى غاز ساخن عالي الضغط يتمدد من خلال فوهة واحدة أو أكثر. هناك نوعان من المحركات النفاثة، المحرك النفاث التوربيني والمروحة التوربينية، يستخدمان ضواغط التدفق المحوري أو ضواغط الطرد المركزي لرفع الضغط قبل الاحتراق، والتوربينات لدفع الضغط. يعمل المحرك النفاث التضاغطي (Ramjets) بسرعات طيران عالية فقط لأنها تحذف الضواغط والتوربينات، اعتمادًا على الضغط الديناميكي الناتج عن السرعة العالية (المعروف باسم ضغط الكبس). تستغني عن النفاثات النبضية أيضًا الضواغط والتوربينات، ولكنها يمكن أن تولد دفعًا ثابتًا ولها سرعة قصوى محدودة.

### محرك الصاروخ
الصاروخ قادر على العمل في فراغ الفضاء، لأنه يعتمد على المركبة التي تحمل المؤكسد الخاص بها بدلاً من استخدام الأكسجين في الهواء، أو في حالة صاروخ نووي، يقوم بتسخين دافع خامل (مثل الهيدروجين السائل) عن طريق إجبارها من خلال مفاعل نووي.

### محرك بلازما
تعمل دافعات البلازما على تسريع البلازما بالوسائل الكهرومغناطيسية.

### مضخة نفاثة
تستخدم المضخة النفاثة، المستخدمة في الدفع البحري، الماء كمائع عامل، مضغوطًا بواسطة مروحة أنبوبي، أو مضخة طرد مركزي، أو مزيج من الاثنين.

## الحيوانات التي تعمل بالدفع النفاث
رأسيات الأرجل مثل الحبار تستخدم الدفع النفاث للهروب السريع من الحيوانات المفترسة؛ يستخدم آليات أخرى للسباحة البطيئة. يتم إنتاج النفث عن طريق إخراج الماء من خلال سيفون، والذي يضيق عادةً إلى فتحة صغيرة لإنتاج أقصى سرعة للزفير. يمر الماء عبر الخياشيم قبل الزفير، محققًا الغرض المزدوج من التنفس والحركة. تستخدم أرانب البحر (بطنيات الأقدام) طريقة مماثلة، ولكن بدون الآلية العصبية المتطورة لرأسيات الأرجل، فإنها تتنقل بطريقة خرقاء إلى حد ما.
طورت بعض الأسماك النائية أيضًا الدفع النفاث، حيث تمرر المياه عبر الخياشيم لتكملة الحركة التي تحركها الزعانف.:201
في بعض يرقات اليعسوب، يتم تحقيق الدفع النفاث عن طريق طرد الماء من تجويف متخصص عبر فتحة الشرج. نظرًا لصغر حجم الكائن الحي، يتم تحقيق سرعة كبيرة.
الأسقلوب والقلب، (السحاريات)،  (tunicates) (مثل السالبيات)، وبعض قناديل البحر تستخدم أيضًا الدفع النفاث. إن أكثر الكائنات التي تعمل بالدفع النفاث كفاءة هي المبيدات، التي تستخدم طاقة أقل بترتيب من حيث الحجم (لكل كيلوغرام لكل متر) من الحبار.